# Scarlett Estevez
Scarlett Estevez (* 4. Dezember 2007 in Los Angeles, Kalifornien) ist eine US-amerikanische Schauspielerin.

## Leben
Estevez buchte ihren ersten nationalen Werbespot im Alter von drei Jahren und trat in mehr als 25 nationalen Werbespots auf, darunter von Apple, Cheerios und Little Tikes, während sie auch mehrere Fotoshootings für Unternehmen wie Disney machte. Ihre erste Filmrolle war in einem Kurzfilm für die Make-A-Film Foundation namens The Magic Bracelet, in dem sie die junge Ashley spielte. Danach trat sie in Someone to Love und The Massive Mixed-Up Middle School Mystery auf. Sie spielte Megan in Daddy’s Home – Ein Vater zu viel im Jahr 2015, sowie 2017 im zweiten Teil. Von 2016 bis 2021 war sie in der Fernsehserie Lucifer als Trixie zu sehen.
Sie hat einen jüngeren Bruder.

## Filmografie (Auswahl)
- 2013: Someone to Love
- 2013: The Magic Bracelet (Kurzfilm)
- 2015: Daddy’s Home – Ein Vater zu viel (Daddy’s Home)
- 2015: The Massively Mixed-Up Middle School Mystery (Kurzfilm)
- 2015–2021: Kekse für die Maus im Haus (Fernsehserie, 21 Folgen)
- 2016–2021: Lucifer (Fernsehserie, 76 Folgen)
- 2017: Daddy’s Home 2 – Mehr Väter, mehr Probleme! (Daddy’s Home 2)
- 2018: Der Grinch (The Grinch)
- 2019–2021: Camp Kikiwaka (Bunk’d, Fernsehserie, 31 Folgen)
- 2020–2021: Zuhause bei Raven (Raven's Home, Fernsehserie, 2 Folgen)
- 2021: Weihnachten... Schon wieder?! (Christmas...Again?!)
- 2022: Ultra Violet & Black Scorpion (Fernsehserie, 16 Folgen)
- 2023: Die Tautropfentagebücher (Dew Drop Diaries, Fernsehserie, Stimme von Eden, 40 Folgen)